# Sébastien Grax
Sébastien Grax (ur. 23 czerwca 1984 w Le Creusot) – francuski piłkarz występujący na napastnika.  

## Kariera klubowa
Grax zawodową karierę w pierwszoligowym AS Monaco. W Ligue 1 zadebiutował 2 lutego 2002 w przegranym 0:1 pojedynku z RC Lens. W 2003 roku wywalczył z klubem wicemistrzostwo Francji, a także zdobył z nim Puchar Ligi Francuskiej. W 2004 roku został wypożyczony na dwa sezony do drugoligowego Troyes AC. W 2005 roku zajął 2. miejsce w klasyfikacji strzelców Ligue 2. W tym samym roku awansował z Troyes do Ligue 1. 10 września 2005 w wygranym 1:0 meczu z FC Nantes strzelił pierwszego gola w trakcie gry w Ligue 1. Latem 2006 roku powrócił do Monaco. 
W styczniu 2007 roku został wypożyczony do FC Sochaux-Montbéliard, również grającego w Ligue 1. Pierwszy ligowy mecz zaliczył tam 10 lutego 2007 przeciwko RC Lens (1:3). W 2007 roku zdobył z klubem Puchar Francji. Latem 2007 roku został wykupiony przez Sochaux z Monaco. W Sochaux spędził jeszcze rok.
W 2008 roku podpisał kontrakt z innym pierwszoligowcem - AS Saint-Étienne. Ligowy debiut zanotował tam 9 sierpnia 2008 w przegranym 0:1 pojedynku z Valenciennes FC. W sezonie 2008/2009 Grax rozegrał 12 ligowych spotkań. Latem 2009 roku został wypożyczony do drugoligowego En Avant Guingamp. W 2010 roku wrócił do Saint-Étienne.
| Sezon   | Klub                     | Kraj    | Rozgrywki | Mecze | Bramki | Rozgrywki Europy | Mecze | Bramki |
| ------- | ------------------------ | ------- | --------- | ----- | ------ | ---------------- | ----- | ------ |
| 2001/02 | AS Monaco                | Francja | Ligue 1   | 1     | 0      | -                | -     | -      |
| 2002/03 | AS Monaco                | Francja | Ligue 1   | 2     | 0      | -                | -     | -      |
| 2003/04 | AS Monaco                | Francja | Ligue 1   | 1     | 0      | -                | -     | -      |
| 2004/05 | Troyes AC (wyp.)         | Francja | Ligue 2   | 37    | 16     | -                | -     | -      |
| 2005/06 | Troyes AC (wyp.)         | Francja | Ligue 1   | 29    | 9      | -                | -     | -      |
| 2006/07 | AS Monaco                | Francja | Ligue 1   | 4     | 0      | -                | -     | -      |
| 2006/07 | FC Sochaux (wyp.)        | Francja | Ligue 1   | 13    | 5      | -                | -     | -      |
| 2007/08 | FC Sochaux               | Francja | Ligue 1   | 12    | 1      | -                | -     | -      |
| 2008/09 | AS Saint-Étienne         | Francja | Ligue 1   | 12    | 0      | Liga Europy UEFA | 2     | 1      |
| 2009/10 | En Avant Guingamp (wyp.) | Francja | Ligue 2   | 24    | 3      | Liga Europy UEFA | 1     | 0      |
| 2010/11 | AS Saint-Étienne         | Francja | Ligue 1   | 0     | 0      | -                | -     | -      |
| 2010/11 | Troyes AC                | Francja | Ligue 2   | 12    | 3      | -                | -     | -      |
| 2011/12 | Troyes AC                | Francja | Ligue 2   | 24    | 4      | -                | -     | -      |
| 2012/13 | Troyes AC                | Francja | Ligue 1   | 6     | 1      | -                | -     | -      |
| 2013/14 | Troyes AC                | Francja | Ligue 1   | 0     | 0      | -                | -     | -      |